# Serixia dapitana
Serixia dapitana là một loài bọ cánh cứng trong họ Cerambycidae.